# Zum Schwarzen Adler

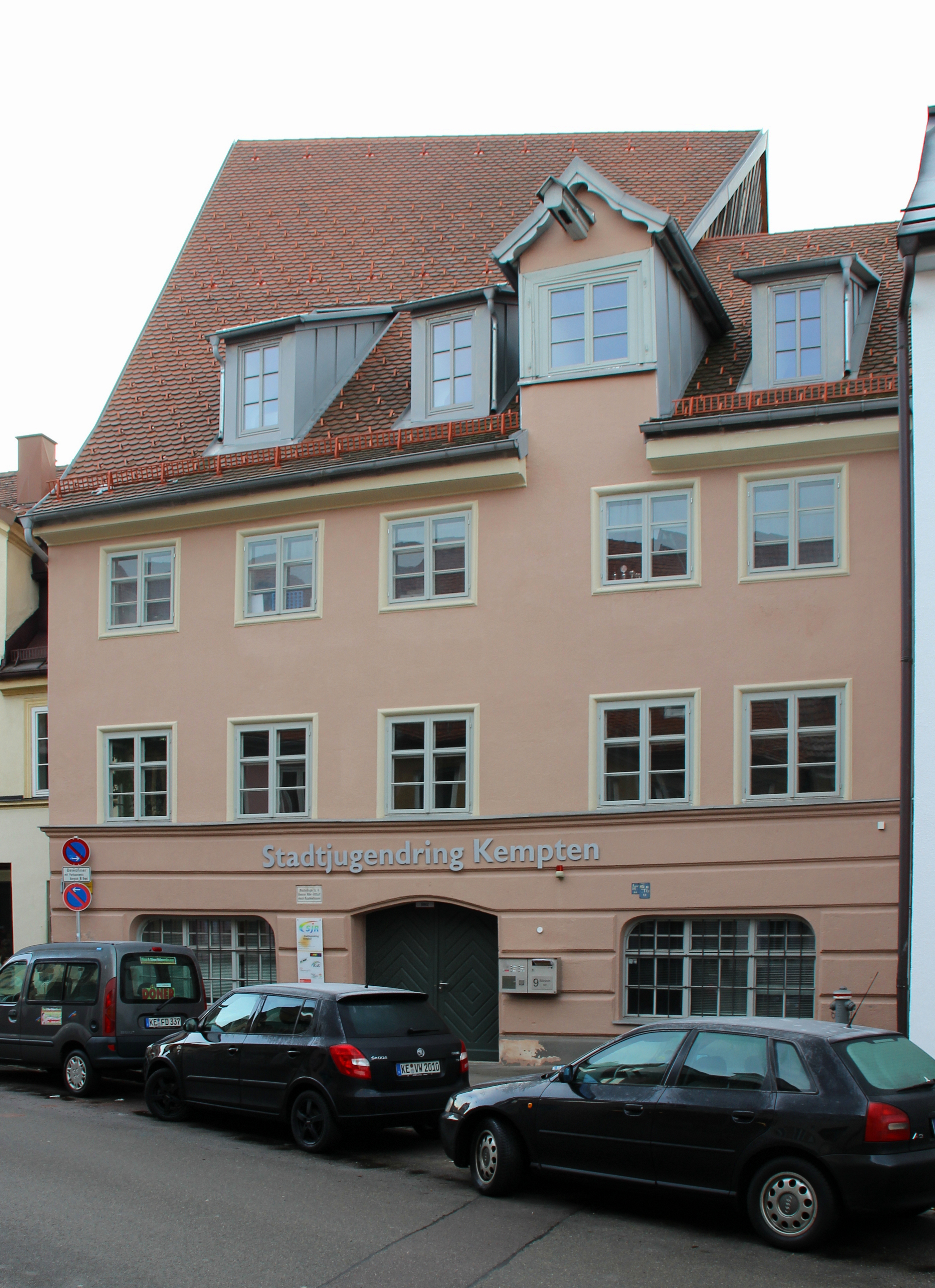
Zum Schwarzen Adler, Kempten

Das Haus Zum Schwarzen Adler ist eine ehemalige Brauereigaststätte mit der Adresse Bäckerstraße 9 in Kempten (Allgäu). Das Gebäude steht unter Denkmalschutz.

## Geschichte
Die Gaststätte besaß die Brauerei-, Branntweinbrennerei- und Weinschenkengerechtigkeit. Im Rückgebäude befand sich die Brauerei. 1889 gründete der Wirt Franz Nussmann in dem Gebäude einen Baustoffhandel, ein Jahr darauf wurde das Brauen aufgegeben. Die Wirtschaft wurde weiterhin betrieben und ab 1920 verpachtet. 1952 wurde aber auch diese geschlossen. Heute hat in dem denkmalgeschützten Gebäude (Akten-Nr. D-7-63-000-17) mit auffälliger Dachkonstruktion der Stadtjugendring seinen Sitz.

## Beschreibung
Bei der ehemaligen Gaststätte handelt es sich um ein dreigeschossiges Gebäude mit Aufzuggiebel. Es hat einen Kern aus dem 15., aber überwiegend aus dem 17. bzw. 18. Jahrhundert. Die Fassade des Anwesens wurde 1930 überarbeitet. In den Obergeschossen sind Kreuzstockfenster erhalten.